# Katedra Ducha Świętego w Stambule
Katedra Ducha Świętego w Stambule – rzymskokatolicka katedra Wikariatu apostolskiego Stambułu znajdująca się w Stambule, w Turcji. Mieści się przy ulicy Cumhuriyet Caddesi, w dzielnicy Harbiye. Bazylika mniejsza od 18 marca 1909.
Jest to drugi co do wielkości kościół rzymskokatolicki w tym mieście po bazylice św. Antoniego z Padwy na ulicy İstiklâl Caddesi w dzielnicy Beyoğlu.
Kościół zbudowano w stylu neobarokowym w 1846 roku pod kierunkiem szwajcarsko-włoskiego architekta Giuseppe Fossatiego i jego kolegi Juliena Hillereau.
Katedra Ducha Świętego była celem wielu papieskich wizyt w Turcji, w tym papieży: Pawła VI, Jana Pawła II, Benedykta XVI i Franciszka.
Pomnik papieża Benedykta XV stoi na dziedzińcu katedry.
Giuseppe Donizetti, muzyk na dworze sułtana Mahmuda II, został pochowany w podziemiach kościoła